# Chaveignes
Chaveignes település Franciaországban, Indre-et-Loire megyében. Lakosainak száma 562 fő (2022. január 1.). Chaveignes Braslou, Braye-sous-Faye, Champigny-sur-Veude, Courcoué, Richelieu és La Tour-Saint-Gelin községekkel határos.

## Népesség
A település népességének változása:
| Lakosok száma | 624  | 617  | 654  | 535  | 564  | 554  | 552  | 549  | 551  | 562  |
|               | 1968 | 1982 | 1990 | 2006 | 2013 | 2015 | 2017 | 2019 | 2020 | 2022 |